# فنكت (بيدفوردشير)
فنكت (بالإنجليزية: Fancott)‏ هي قرية تقع في المملكة المتحدة في شرق انجلترا.